# کاری می‌کنی که بخوام بمیرم
«کاری می‌کنی که بخوام بمیرم» (به انگلیسی: Make Me Wanna Die) ترانه‌ای از گروه راک آمریکایی د پریتی رکلس است. این قطعه هم در اولین ئی‌پی گروه وجود داشت و هم یکی از ترانه‌های اولین آلبوم استودیویی آن‌ها بود که هردو در سال ۲۰۱۰ منتشر شدند. این ترانه را تیلور مامسن به همراه بن فیلیپس و کاتو خاندوالا نوشته‌اند که این آخری تهیه‌کنندهٔ اثر هم بوده‌است. «کاری می‌کنی که بخوام بمیرم» در ۱۴ آوریل ۲۰۱۰ به‌عنوان تک‌آهنگ هر دو آلبوم ئی‌پی و استودیویی منتشر شد.
«کاری می‌کنی که بخوام بمیرم» با نقدهای مساعد منتقدان مواجه شد. نیک لوین از دیجیتال اسپای ۴ ستاره از ۵ ستاره را به این قطعه داده و کریس رابرتس از بی‌بی‌سی آن را یکی از قطعات برجستهٔ آلبوم منو به وجد بیار دانسته‌است.

## موزیک ویدئو
ویدئوی «کاری می‌کنی که بخوام بمیرم» یک موقعیت آخرالزمانی را به تصویر می‌کشد. در این ویدئو تیلور مامسن در حالی که ترانه را اجرا می‌کند در خیابان‌های شهری راه می‌رود که در حال نابودی است و همان‌طور که به سمت قبرستان آتش‌گرفتهٔ شهر می‌رود لباس‌هایش را می‌کَنَد. به‌علت مسائل قانونی و نمایش تصاویر برهنهٔ مامسن که در زمان فیلمبرداری ویدئو ۱۶ ساله بود، گروه مجبور شدند پخش ویدئو را به مدتی به تأخیر بیندازند.
مامسن در مورد ویدئوی «کاری می‌کنی که بخوام بمیرم» معتقد است ساختاری شبیه راهپیمایی مرگ دارد. به گفتهٔ او زمانی که شما دیگر نمی‌توانید در این دنیا زندگی کنید و در مسیر مرگ قدم برمی‌دارید، همهٔ متعلقات‌تان را رها می‌کنید به سمت قبرتان می‌روید.

## قطعه‌های تک‌آهنگ
- نسخهٔ دانلود دیجیتال[۵]

1. «کاری می‌کنی که بخوام بمیرم» – ۳:۵۴
2. «زامبی» – ۳:۰۸

## دست‌اندرکاران
نام افراد برگرفته از اطلاعات آلبوم منو به وجد بیار هستند.
اعضای پرتی رکلس
- تیلور مامسن – آواز
- بن فیلیپس – گیتار، بک وکال
- جیمی پرکینز - درامز

نفرات دیگر
- کاتو خاندوالا – تولید، مهندسی صدا، میکس، نوازندهٔ گیتار، نوازندهٔ باس و پرکاشن
- دیو ایگر – نوازندهٔ چلو
- جان دینکلیج – ویلون
- جان بندر – بک وکال